# Square Georges-Sarre
Le square Georges-Sarre (anciennement square Jean-Aicard) est un espace vert du 11e arrondissement de Paris, en France.

## Situation et accès
Le square occupe la partie centrale de l'avenue Jean-Aicard, dans le 11e arrondissement de Paris.
Le square, qui occupe le terre-plein central de l'avenue, est de forme rectangulaire et mesure au total 1 850 m2. Il est composé de trois espaces : au nord, près de la rue Oberkampf, il comporte un terrain de pétanque. Au sud, près de la rue des Bluets, il abrite un espace de jeux pour enfants. La partie centrale est un square ordinaire.

## Origine du nom
Il porte le nom de l'ancien maire du 11e arrondissement et ministre Georges Sarre (1935-2019) par décision du Conseil de Paris.

## Historique
Le jardin est créé en 1964. 